# Прапор Бермудських Островів
Прапор Бермудських Островів — один з офіційних символів Бермудських Островів. Офіційно затверджений 4 жовтня 1910 року. Співвідношення сторін прапора 1:2.
На полотні червоного кольору у лівому верхньому куті зображений прапор Великої Британії. З правої сторони розміщено герб Бермудських Островів. До 1999 року розмір гербу на прапорі був трохи менший.